# Abby Cross
Abby Cross (Austin, Texas; 29 de noviembre de 1989) es una actriz pornográfica y modelo erótica estadounidense.

## Biografía
Nació en Austin, capital del estado de Texas, en noviembre de 1989. Después de algunos trabajos de poca visibilidad, como dependienta en un restaurante de McDonald's, se trasladó a Las Vegas, donde comenzó a trabajar como estríper y barman en un club. Fue allí donde fue descubierta por un agente y como entró en la industria pornográfica, debutando como actriz porno a mediados de 2012, cuando tenía 23 años.
Como actriz ha trabajado para productoras como Tushy, Hustler, Girlfriends Films, Elegant Angel, Lethal Hardcore, New Sensations, Evil Angel, Naughty America, Brazzers, Jules Jordan Video, Digital Playground, Reality Kings o Marc Dorcel, entre otras.
Obtuvo su primera nominación en los Premios AVN en el año 2014, en la categoría de Mejor escena de trío M-H-M por Soaking Wet. En 2015 recibió la segunda por la película Lola, Dressage en Orgie en la categoría de Mejor escena de sexo en grupo.
También en 2015 grabó su primera escena de sexo anal en Anal Beauty, película por la que fue nominada en 2016 em los Premios XBIZ en la categoría de Mejor escena de sexo en película de todo sexo.
Ha rodado más de 320 películas como actriz.
Algunos trabajos de su filmografía son Apocalypse X, Best Friends 4, Cuddles, Epic Asses, Goo Girls, Kittens and Cougars 7, Lesbo Pool Party 6, Munch On This, Nerdy Girls 2, Senator's Speech, Teen Tryouts 2 o Wingmen.

## Premios y nominaciones
| Año  | Ceremonia    | Resultado | Premio                                        | Trabajo                 |
| ---- | ------------ | --------- | --------------------------------------------- | ----------------------- |
| 2013 | Sex Awards   | Nominada  | Debutante más caliente                        | —                       |
| 2013 | The Fannys   | Nominada  | Nueva estrella del año                        | —                       |
| 2014 | Premios AVN  | Nominada  | Mejor escena de trío M-H-M                    | Soaking Wet             |
| 2015 | Premios AVN  | Nominada  | Mejor escena de sexo en grupo                 | Lola, Dressage en Orgie |
| 2016 | Premios XBIZ | Nominada  | Mejor escena de sexo en película de todo sexo | Anal Beauty             |